# Кремастерни мишић
Кремастерни мишић је парна симетрална мишићна структура која обавија тестисе. Улога мишића је подизање и спуштање мошница како би се регуларизовала температура тестиса током сперматогенезе.

## Анатомија
Кремастерни мишић је саставњен из два дела: медијални кремастерни мишић (унутрашњи) и латерални кремастерни мишић (спољашњи). Медијални мишић је створен од зглобне тетиве док је латерарни мишић створен од стране унутрашњег косог трбушног мишића.
Кремастерни мишић је јако осетљив на спољашњу температуру. Ако је је хладно, мишић се стеже и повлачи тестисе нагоре а ако је вруће опушта тестисе надоле. Ова функција је јако важна код мушкараца јер регулише неопходну температуру сперматогенезе (која не може бити успешна ако температура износи 37 степени целзијусових.